# Magic User Interface
Das Magic User Interface (MUI) ist ein kommerzielles, objektorientiertes GUI-Toolkit zur Erstellung von grafischen Benutzeroberflächen für AmigaOS ab Version 3.X/4.X. Für den Endanwender von Programmen, die MUI nutzen, ist dieses kostenlos. Die Verwendung in eigenen Anwendungen ist für Freeware ebenfalls kostenlos, für kommerzielle Produkte wird eine Lizenzgebühr erhoben.

## Funktionsumfang
MUI stellt Programmierern eine Reihe fertiger Steuerelemente sowie eine API zur Erstellung eigener Steuerelemente zur Verfügung, mit denen die Umsetzung komplexer GUIs deutlich vereinfacht wurde. Ebenso wurde die vierfarbige Standardpalette des AmigaOS um vier weitere Farben ergänzt, um eine bessere Darstellung der Steuerelemente zu erreichen. Die Farbpalette ist an die Erweiterungen MagicWB und NewIcons angepasst, die ihrerseits die Amiga Workbench um „farbenprächtigere“ Dateisymbole erweiterten.
|       | Farbpalette von MUI & MagicWB | Farbpalette von MUI & MagicWB | Farbpalette von MUI & MagicWB | Farbpalette von MUI & MagicWB | Farbpalette von MUI & MagicWB | Farbpalette von MUI & MagicWB | Farbpalette von MUI & MagicWB | Farbpalette von MUI & MagicWB |
| Farbe |                               |                               |                               |                               |                               |                               |                               |                               |
| ----- | ----------------------------- | ----------------------------- | ----------------------------- | ----------------------------- | ----------------------------- | ----------------------------- | ----------------------------- | ----------------------------- |
| Rot   | 149                           | 000                           | 255                           | 59                            | 123                           | 175                           | 170                           | 255                           |
| Grün  | 149                           | 000                           | 255                           | 103                           | 123                           | 175                           | 144                           | 169                           |
| Blau  | 149                           | 000                           | 255                           | 162                           | 123                           | 175                           | 124                           | 151                           |

Anwender von MUI-Anwendungen haben die Möglichkeit, deren Aussehen mit dem Konfigurationsprogramm MUIPrefs global oder für jedes Programm einzeln sehr detailliert einzustellen. Nicht nur Hintergrundfarben bzw. -muster sowie Schrift zur Textanzeige, sondern auch die Darstellung der Steuerelemente selber kann verändert werden. Die Größe der Steuerelemente und Programmfenster wird durch MUI automatisch angepasst. Zudem ermöglicht MUI das Speichern von Fenstergrößen und -positionen, Tastatursteuerung und die Minimierung laufender Programme.

## Verbreitung
Sowohl bei Programmierern als auch bei Anwendern war MUI sehr populär: Über 900 Anwendungen verwenden es für ihre GUI. Darunter sind vor allem einige ebenfalls verbreitete Programme wie die Webbrowser IBrowse und Voyager, die Mailclients MicroDot II und YAM, der IRC-Client AmIRC, der FTP-Client AmFTP oder das Steuerprogramm des TCP/IP-Stacks Miami.

## Geschichte
Mit dem Erscheinen der Version 2.0 des AmigaOS wurde mit BOOPSI eine neue objektorientierte Schnittstelle zum Implementieren wiederverwendbarer Steuerelemente bereitgestellt. Dies war einfacher und flexibler als die direkte Programmierung der Intuition-Schnittstelle, die von BOOPSI gekapselt wird. MUI war neben ClassAct (später ReAction) eine der ersten Bibliotheken, die diese neue Technik einsetzte.
Im August 1993 wurde MUI erstmals als Version 1.0 veröffentlicht. Die Software ist über die Website und vor allem über das verbreitete Aminet verfügbar. Nach zahlreichen Zwischenversionen erschien am 12. Februar 1997 die vorerst letzte offizielle Version 3.8.
Mit der abnehmenden Bedeutung und der durchaus turbulenten Geschichte von Amiga und AmigaOS ab 1999 wird die Situation unklar. Zunächst hieß es, dass in dem immer wieder angekündigten AmigaOS 4 MUI zum Einsatz kommen soll. Dies wurde schließlich zugunsten von ClassAct verworfen.
In MorphOS, dem etwa 1999/2000 begonnenen Betriebssystem-Nachfolger mit ähnlich wechselhafter Geschichte, wurde es als „MUI4“ Teil des neuen Betriebssystems und seiner Ambient-Oberfläche. Auch in AROS, einer quelltextkompatiblen Reimplementierung des vorigen AmigaOS, wurde ein inoffizielles MUI-Derivat „Zune“ integriert.
MUI für AmigaOS wird mittlerweile wieder aktiv weiterentwickelt von dem „MUI for AmigaOS Development Team“ und ist für AmigaOS3.X sowie für AmigaOS 4.X in der Version 5 verfügbar. Die Registrierung für den Einsatz in neuen Programmen ist weiterhin möglich (Stand: Juni 2017).